# San Tommaso Moro
San Tommaso Moro är en kyrkobyggnad i Rom, helgad åt den helige Thomas More. Kyrkan är belägen vid Via dei Marrucini i quartiere Tiburtino och tillhör församlingen San Tommaso Moro.

## Historia
Kyrkan uppfördes åren 1921–1926 i nygotisk stil efter ritningar av arkitekten Giuseppe Gualandi. Kyrkan konsekrerades 1926 och helgades initialt åt Santa Maria Ausiliatrice del Purgatorio. Kyrkan var tidigare klosterkyrka för Ausiliatrici delle Anime del Purgatorio, en kongregation med uppgift att bistå och hjälpa själarna i skärselden genom karitativa handlingar för samhällets behövande. Systrarna sålde dock kyrkan till Roms stift år 1974 och den helgades då åt den engelske martyren Thomas More. Systrarna flyttade i samband med detta till ett nytt moderhus i södra Trastevere.
Fasaden har tre axlar, avdelade av sexkantiga pelare. Mittpartiet har en portalbyggnad med en spetsbåge och fialer. Portalens lynett har en mosaik som framställer Jesu Kristi kors och Törnekronan. Därovan sitter ett rosettfönster. Sidopartierna har höga spetsbågefönster. Fasaden kröns av en huvudgesims med spetsbågar.
Den treskeppiga interiören avdelas av knippepelare och kolonner.